# سجع
السَّجْع (بتسكين الجيم) أحد أنواع المحسنات اللفظية المستخدمة في علم البلاغة في اللغة العربية،وهو توافق الفاصلتينِ في فِقْرتين أو أكثر في الحرف الأخير، أو هو توافق أواخر فواصل الجمل [الكلمة الأخيرة في الفقرة]، ويكون في النثر فقط مثل: (الصوم حرمان مشروع، وتأديب بالجوع، وخشوع لله وخضوع).ومثل: (المعالي عروس مهرها بذل النفوس).ومثل: قول النبي محمد: 
.

## خصائص السجع
```
* يتسم السجع بخاصية تعطي سراً لجماله، وهي القدرة على إعطاء نغماً موسيقياً يهطل على مسامع القارئ ليثير النفس ويطربها.
```

- التساوي بين الفقرات النثرية من حيث الطول.
- يأتي خالياً من أي أنواع التكلف والتصنع في النص.
- يمتاز بخلوّه من التكرار، فيُبعد الملل عن نفس القارئ.
- يعطي قوة ووضوح في تراكيب وتعابير الجمل الواردة في النصوص النثرية.
- يغرس الأفكار ويرسخها في الذهن؛ لذلك فإنه من الملاحظ أنه مستخدم بكثرة في الآيات القرآنية الكريمة والأحاديث النبوية الشريفة.
- يطلق مسمى «الفاصلة» على آخر كلمة في كل جملة أو فقرة من النصوص النثرية التي يستخدم فيها السجع، ويعطي هذه الفاصلة سكوناً في حال التريّث عندها خلال القراءة.
- يوصف بأنه وسيلة تعبيرية عن المشاعر والعواطف لاستثارة نفس القارئ.[2]

## أنواع السجع
```
يقسّم السجع إلى أربعة أنواع، وهي:
```

### السجع المطرف
وهو اختلاف الفاصلتين في الوزن، أي بمعنى آخر اختلاف نهايتي الجملة في الوزن، ومن الأمثلة عليه قوله تعالى: «مَا لَكُمْ لَا تَرْجُونَ لِلَّهِ وَقَارًا وَقَدْ خَلَقَكُمْ أَطْوَارًا».

### سجع الترصيع
في هذا النوع من السجع تتوافق كل كلمات الجملة الأولى أو البعض منها مع كل أو البعض من كلمات الجملة الثانية في القافية والوزن، أو هو أن تتضمن القرينة الواحدة سجعتين أو سجعات كقول الحريري: «فهو يطبع الأسجاع بجواهر لفظه، ويقرع الأسماع بزواجر وعظه»

### السجع المتوازي
وهو عكس سجع الترصيع، وهو ما اتفقت فيه الفقرتان في آخر كلمتين فقط.

### السجع المتوازن
وهو ما اتفقت فاصلتاه في الوزن ما عدا الحرف الأخير.
قد يقسم السجع أيضاً حسب طوله إلى ثلاثة أقسام، وهي:

### السجع الطويل
وهو السجع الذي يتكون من 11 إلى 12 لفظة، والحدّ الأقصى 15 لفظة.

### السجع المتوسط
وهو الذي يتوسط بين السجع الطويل والسجع القصير.

### السجع القصير
وهو أن تتألّف كل من السجعتين من ألفاظ قليلة، وكلّما قلت الألفاظ كلما كان السجع أجمل.

## شروط السجع في اللغة العربية
من أهمّ الشروط التي ينبغي توافرها في السجع ليكون حسناً ما يلي:
1. أن تكون المفردات المستخدمة مألوفة ومفهومة للقارئ وأيضاً خفيفة على السمع.
2. أن تكون الألفاظ خادمة للمعاني تابعة لها، لا المعاني تابعة للألفاظ، وهذا يتحقق من خلال أن لا يكون هناك زيادة في الألفاظ أو نقص، وذلك بهدف الوصول إلى سجع حسن وجميل.
3. أن تدلّ كلّ واحدة من السجعتين على معنى يختلف على ما دلت عليه الأخرى، وذلك حتّى لا يكون السجع تكراراً غير مفيد.
4. يجب الوقوف على نهاية كلّ فقرة بالساكن، وذلك بهدف الحفاظ على نغمة الإيقاع.

## أجمل أنواع السجع
```
ما تساوت فقراته مثل:
```

- (الحقد صدأ القلوب، واللجاج سبب الحروب) اللجاج: التمادي في الخُصومة
- إذا لم يكن هناك سجع بين الجمل يسمى الأسلوب مترسلاً.

## السجع والجناس
```
يتشابه السجع مع 
فن الجناس
 فالجناس أحد أنواع 
الفنون البديعية
، والجناس نوعين وهما 
التام
 والجناس الناقص، حيث يمكن أن نردّد نفس الكلمة ولكن يختلف معنى الأولى عن الثانية ويعرف ذلك من 
سياق
 الكلام، إذاً فالجناس هو تشابه كلمتين في اللفظ واختلافهما في المعنى، بينما في السجع لا يجوز تكرار الكلمات وهذا هو الفرق بين السجع والجناس، ولكن يبقى وجه الشبه بين السجع والجناس أنهما من فنون القول الذي يهدف لتنميق 
الكلام
 وتحسينه وإضفاء الرونق عليه، ومثال على السجع، كما في 
المقامة
 القردية حدثنا 
عيسى بن هشام
 قال:
بينما أنا بمدينة السلام قافلاً من البلد الحرام.
أميس ميس الرجلة على شاطئ الدجلة.
أتأمل تلك الطرائف اتقصى تلك الزخارف.
مثال الجناس، قوله تعالى: «وُجُوهٌ يَوْمَئِذ نَّاضِرَةٌ * إِلَى رَبِّهَا نَاظِرَةٌ».
```

## السجع والازدواج
```
يتشابه السجع أيضاً مع 
الازدواج
، حيث إنّ الازدواج وهو أحد 
الفنون البلاغية
 التي تضفي على الكلام ايقاع صوتي، إذاً فالازدواج هو 
التوازن
 في الإيقاع الصوتي وتوازن الجمل في الطول 
والرنين الموسيقي
، كقوله تعالى: «وَنَمَارِقُ مَصْفُوفَةٌ * وَزَرَابِيُّ مَبْثُوثَةٌ»، فكل هذا الجمال في 
لغة العرب
 ولغة ال‘عجاز وإن بدا للوهلة الأولى صعب ولكن لمن يتأمل باللغة يجد الروعة والسلاسة والسهولة، ونسأل الله العليّ العظيم أن يعود 
العرب
 لمجدهم القديم، وتعود لغتهم لغة 
القرآن
 لتعمّ بجمالها كل مكان.
```